# منشار (تعذيب)
التعذيب بالمنشار هي طريقة للتعذيب أشتهرت بالعصور الوسطى.

## طريقة أستعمالها
يتم تعليق الضحية بالمقلوب وتجريدهُ من ملابسهِ ويجب ان تكون قدماه متباعدتان وسبب وضع الضحية بالمقلوب حتى يسمح لأكبر قدر من الدِماء الوصول إلى الدماغ حتى تبقى الضحية بوعيها لأطول مُدة ممكنة،  بعدها يتم وضع منشار ضخم بين قدميّ الضحية ويقوم شخصان كل واحد منهم يمسك جهة من المنشار وبعدها يقطعون الضحية لنصفين.